# 20224 Johnrae
20224 Johnrae este un asteroid din centura principală de asteroizi.

## Descriere
20224 Johnrae este un asteroid din centura principală de asteroizi. A fost descoperit pe 3 mai 1997 la Observatorul La Silla de Eric Walter Elst. Asteroidul prezintă o orbită caracterizată de o semiaxă mare de 3,24 ua, o excentricitate de 0,03 și o înclinație de 9,0° în raport cu ecliptica.